# Stadion Oberwerth
Das Stadion Oberwerth ist ein Fußballstadion mit Leichtathletikanlage im Sportpark Oberwerth in Koblenz. Die Heimspielstätte der Fußballvereine TuS Koblenz und des FC Rot-Weiß Koblenz wurde 1935 im Stadtteil Oberwerth eingeweiht. Es bietet Platz für 10.176 Zuschauer und hat 2064 Sitzplätze sowie 8112 Stehplätze. Das Stadion steht auf einem 40.000 m² großen Grundstück. Um das 105 × 68 Meter große Spielfeld führt eine sechsbahnige und 400 Meter lange Kunststoffbahn.

## Geschichte
Ein erstes Stadion auf dem Oberwerth wurde 1920 von amerikanischen Besatzungstruppen errichtet. Das „Amerikaner-Stadion“ wurde bis 1929 von der US-Army betrieben. Im Rahmen eines Arbeitsbeschaffungsprogramms der Nationalsozialisten wurde es von 1934 bis 1935 nach Plänen von Friedrich Neumann ausgebaut. Am 15. Juni 1935 weihte es Oberbürgermeister Otto Wittgen als Hermann-Göring-Kampfbahn ein. Zu dieser Zeit hatte es eine Zuschauerkapazität von etwa 30.000 Menschen. Nach dem Zweiten Weltkrieg nutzte es 1945 kurzzeitig die französische Besatzungsarmee als Stade de Gaulle. Die Heimspiele der TuS Neuendorf (Name ab 1982: TuS Koblenz) finden seit 1946 im Stadion Oberwerth statt.
Am 3. Mai 1958 wurde eine Flutlichtanlage im Stadion eingeweiht, die damals modernste ihrer Art in Deutschland. In den 1960er Jahren, als die TuS Neuendorf in der Bundesligaaufstiegsrunde spielte, kamen bis zu 30.000 Zuschauer in das Stadion Oberwerth. Der Zuschauerrekord stammt vom Oberligaspiel gegen den FCK am 8. Januar 1950, als 40.000 Zuschauer das Spiel verfolgten.
Das Stadion Oberwerth war zwischen 1960 und 1992 Austragungsort des Internationalen Abendsportfestes. In Koblenz wurden vier Leichtathletik-Weltrekorde, fünf Europarekorde und elf DLV-Rekorde aufgestellt. Seit 1983 wird das Mini-Internationale für Mittel- und Langstrecken durchgeführt. Im Jahr 2004 wurde es mit zehn Nationen (darunter Kenia, Tunesien und Ghana) ausgetragen und war offizielle DLV-Olympiaqualifikation für die 800-Meter-Läufe der Männer und Frauen und für die 5000 Meter der Männer.
Das Stadion war auch Austragungsort von Fußball-Länderspielen und DFB-Liga-Pokalspielen. Am 10. November 1982 war die Anlage Schauplatz des ersten offiziellen Länderspiels der deutschen Fußballnationalmannschaft der Frauen. Die deutschen Mannschaft bezwang die Schweiz mit 5:1.
Mitte des Jahres 2006, nach Aufstieg der TuS Koblenz, wurde das Stadion aufgrund der Richtlinien der 2. Bundesliga umgebaut und renoviert. Die Kosten hierfür übernahm – als Eigentümer und Vermieter – die Stadt Koblenz. Das Flutlicht bekam eine Stärke von 1200 Lux und es wurde eine Videowand eingebaut. Das Fassungsvermögen für die 2. Bundesliga betrug 15.000 Personen. In der Sommerpause 2007 erhielt die Spielstätte eine Rasenheizung und einen neuen Rasenbelag. Die Stehränge 1 bis 4 wurden gemäß den Auflagen mit neuen Betonstufen versehen und im Südbereich wurde eine Zusatztribüne installiert.
Im März 2011 wurde die 2007 errichtete Südtribüne wegen statischer Probleme vorerst geschlossen, nachdem festgestellt worden war, dass der Untergrund die Belastungen der Tribüne nicht mehr vollständig tragen kann. Es wurden daraufhin leichte bauliche Veränderungen an der Tribüne und deren Untergrund vorgenommen, sodass die Tribüne bereits zwei Wochen später wieder geöffnet werden konnte.
Nach dem Rückzug der TuS Koblenz in die Fußball-Regionalliga Südwest zur Saison 2011/12 wurden die Zusatztribünen auf der Gegengeraden und die Südtribüne abgebaut. Die hohen Mietkosten waren für den Verein nicht mehr tragbar. Dadurch verringerte sich die Kapazität des Stadions von 15.000 auf 10.176 Zuschauer. Um weitere Einsparungen zu erreichen, wurde zunächst auch darauf verzichtet, die Videoleinwand weiter zu betreiben. 2012 wurde sie jedoch wieder in Betrieb genommen, da ein Sponsor die Kosten übernahm. Mittlerweile befindet sie sich im Besitz des Vereins TuS Koblenz. Ebenso wurde 2013 der VIP-Bereich des Stadions neben der Haupttribüne wieder eröffnet, nachdem die Konstruktion aus Containern renoviert worden war. Der VIP-Bereich soll aufgrund statischer Probleme zum 31. Dezember 2024 geschlossen und zurückgebaut werden.
Die etwa 40 Jahre alte Kunststoffbahn wurde im Jahr 2017 entfernt, der Untergrund komplett erneuert und eine neue Lauffläche mit 6 Rundbahnen (400 m), sowie 8 Bahnen auf der Zielgeraden (110 m) errichtet.
Die beiden Sandgruben mit Anlaufbahn für den Weitsprung wurden in die Nordkurve verlegt.
Im Jahr 2018 wurde eine neue vollelektronische Zeitmessanlage (Lynx) angeschafft. Sie hat eine Farbkamera mit deutlich höherer Auflösung, zusätzlich eine Frontkamera zur Erkennung der Startnummern bei längeren Läufen sowie einen ins System integrierten Windmesser mit Anzeige. So können wieder hochrangige Leichtathletik-Meisterschaften und Sportfeste im Stadion Oberwerth durchgeführt werden. Am 22. und 23. Juni 2019 wurden die Süddeutschen Leichtathletik-Meisterschaften U23 und U16 mit 1249 Teilnehmern im Stadion Oberwerth ausgetragen.

## Galerie

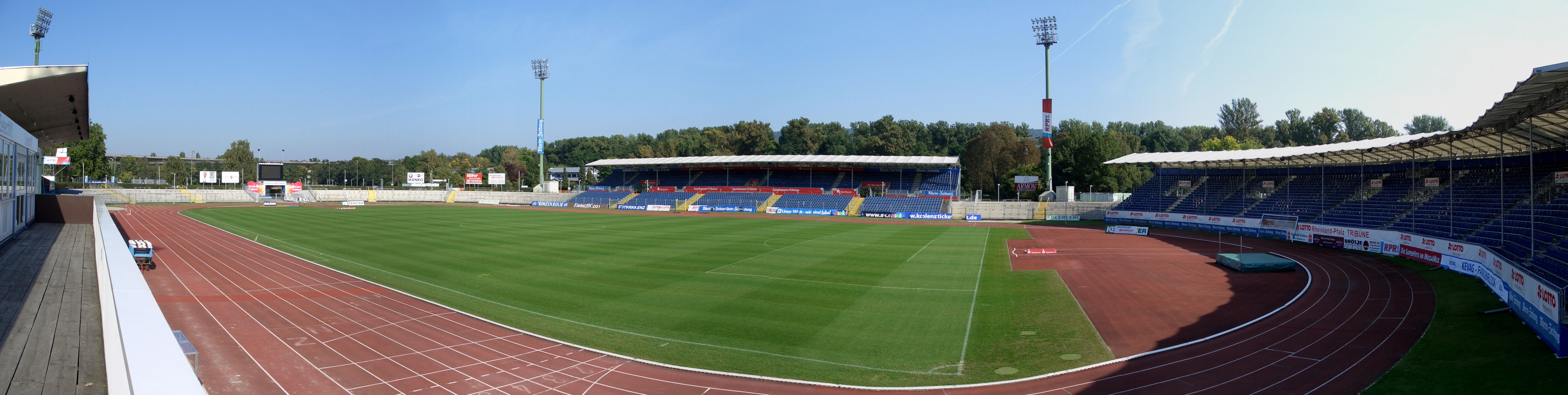
Innenansicht des Stadions Oberwerth 2008
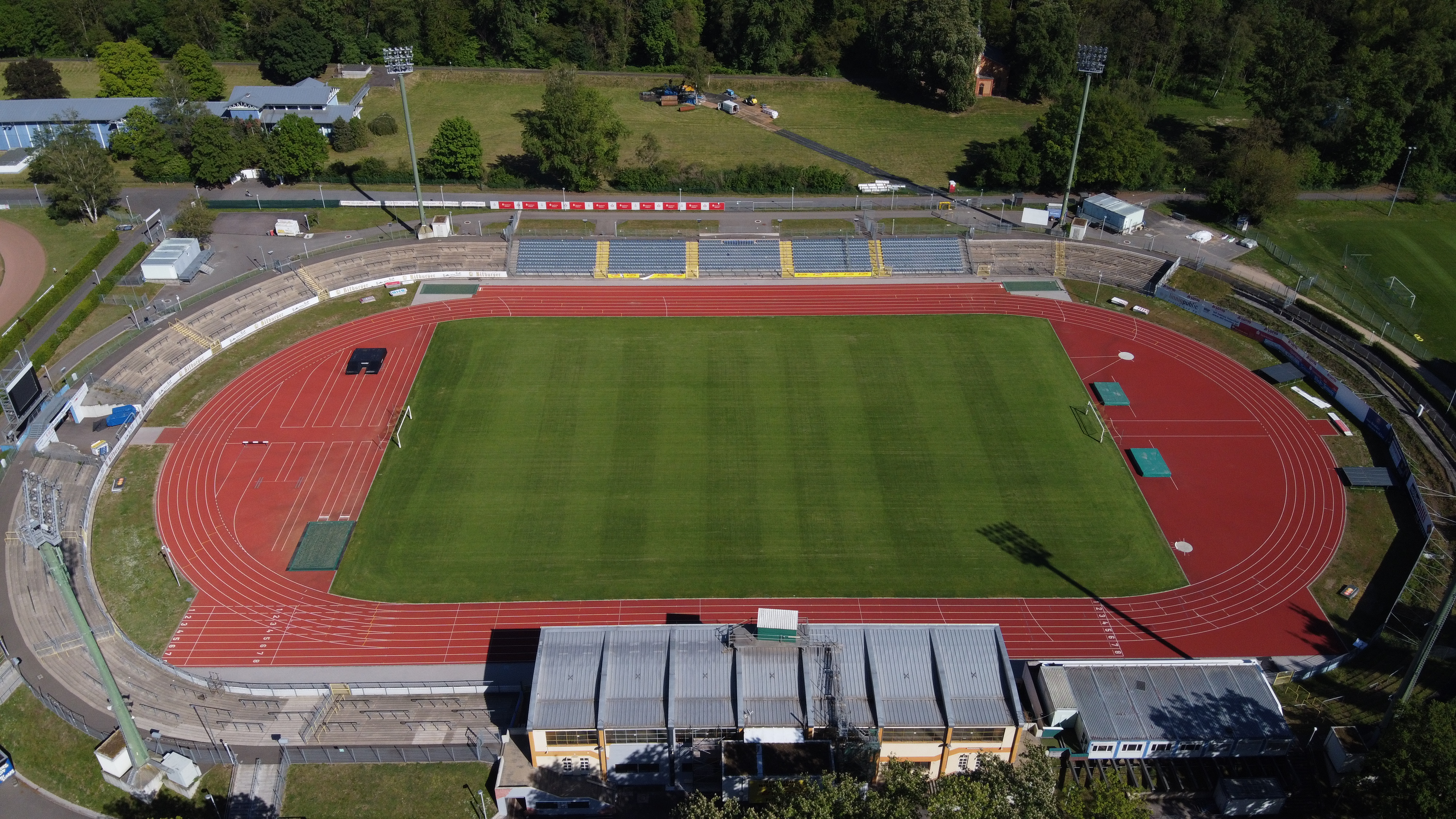
Luftbild des Stadions Oberwerth aus dem Jahr 2020
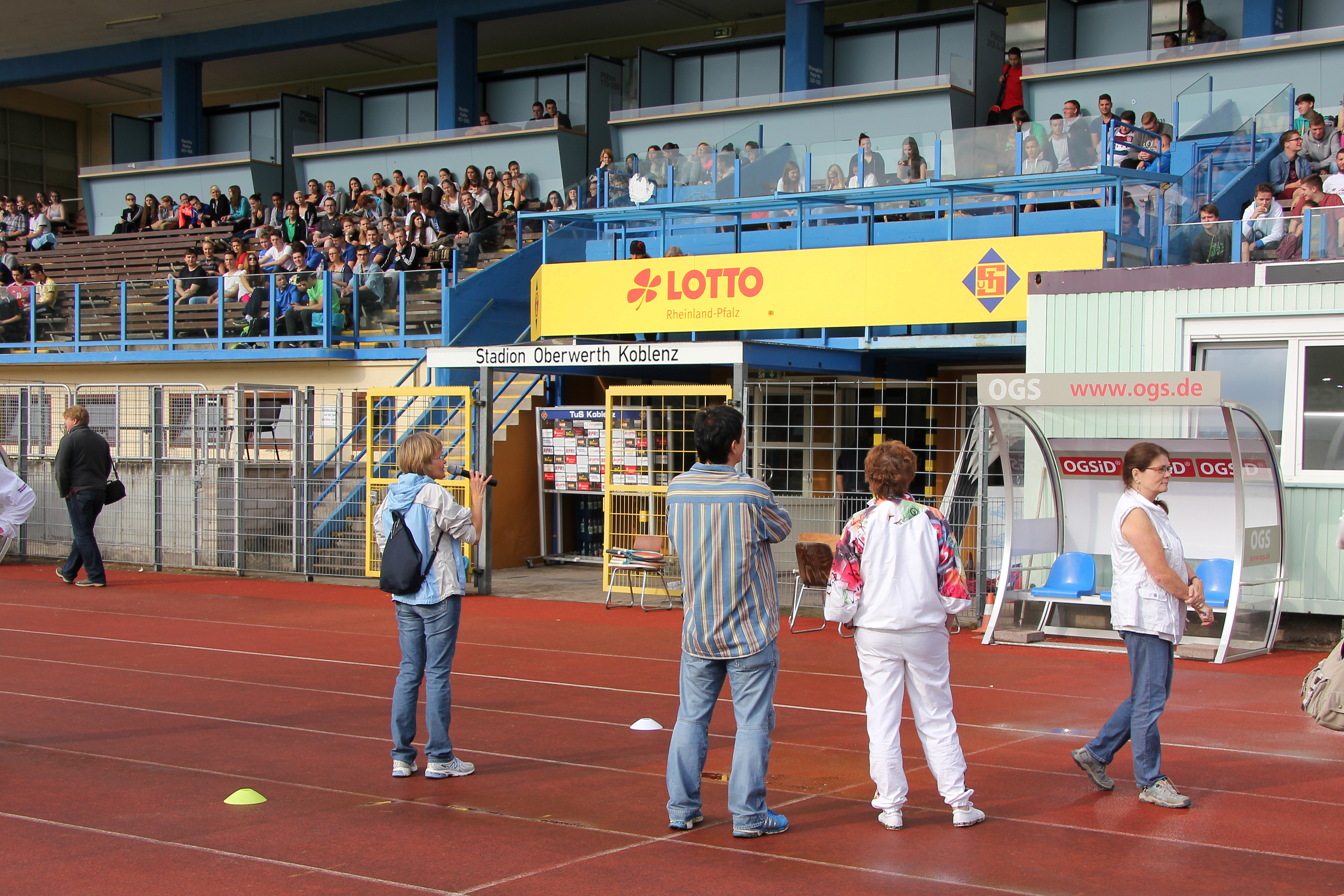
Begrüßung Schulsportfest der Dr. Zimmermannschen Wirtschaftsschule 2014